# 天主教委內瑞拉的聖卡洛斯教區
天主教委內瑞拉的聖卡洛斯教區（拉丁語：Dioecesis Sancti Caroli in Venetiola）是委內瑞拉一個羅馬天主教教區，屬委內瑞拉的巴倫西亞總教區。
教區成立於1972年5月16日，
位於科赫德斯州。2004年有教友258,090人（佔轄區總人口96.1%）、十九個堂區、廿三名司鐸。現任教區主教為赫蘇斯·多默·薩拉加·科梅納雷斯。